# Andrômeda XXVIII
Andrômeda XXVIII é uma galáxia anã esferoidal que está localizada na constelação de Andrômeda. Esta galáxia é um satélite da Galáxia de Andrômeda (M31). Andrômeda XXVIII foi descoberta no ano de 2011.